# Théodore Agrippa d'Aubigné
Théodore Agrippa d'Aubigné, född 8 februari 1552 på familjeslottet S:t Maury i Pons, Saintonge, död 9 maj 1630 i Jussy, Genève, var en fransk författare.

## Biografi
Redan som barn märktes d'Aubignés stora begåvning, och han slöt sig tidigt till hugenotterna där han tack vare sin våghalsiga tapperhet snart kom att spela en ledande roll. Han var med i alla deras drabbningar med katolikerna och blev dömd till döden fyra gånger och undgick endast genom en tillfällighet Bartolomeinatten.
Han var vän med Henrik av Navarra, sedermera Henrik IV, i vars tjänst han trädde redan 1573 och fick av honom flera förtroendeuppdrag och bistod honom troget med sina frimodiga råd. Efter mordet på Henrik tvingades d'Aubigné, förföljd av hovet, söka en fristad i Genève, vars fästningsverk han tog initiativ till. Hans sista år förbittrades av sonen Constant d'Aubignés utsvävande levnadssätt.
Som författare var d'Aubigné på grund av katolikernas hat mindre uppmärksammad under sin livstid. Bland hans arbeten märks främst Histoire universelle (1550–1601)) som 1620 brändes av bödeln på befallning av Parisparlamentets, ett verk som utmärks av originella och frimodiga synpunkter. Därutöver uppmärksammades hans Tragiques. Vidare ett satiriskt epos, kalvinisternas epopé (i 7 sånger) som påbörjades redan 1577 en färdigställdes först 1616, liksom hans självbiografi Histoire secrète, écrite par lui-même, Confessions de Sancy, och Aventures du baron de Fæneste.
d'Aubigné var den som myntade begreppet Stat i staten (franska: L'État dans l'État). Han använde begreppet i en kritisk skift mot katolska kyrkan, där han hävdade att denna skapat just en stat i staten.